# 齊格勒角

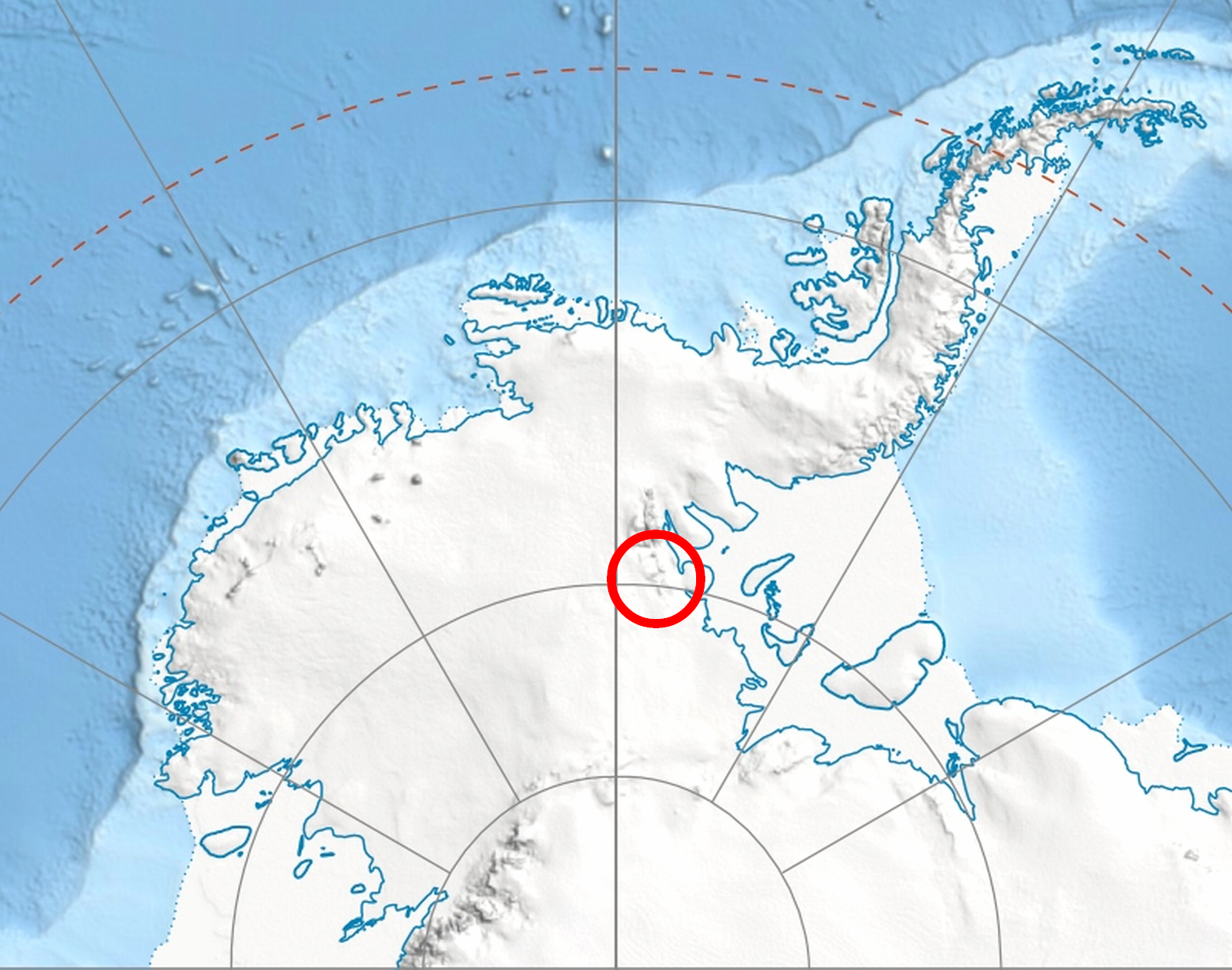

79°21′S 83°0′W / 79.350°S 83.000°W
齊格勒角（英語：Ziegler Point），是南極洲的海岬，位於埃爾斯沃思地，屬於埃爾斯沃思山脈中赫里蒂奇嶺的一部分，美國地質調查局根據測量和美國海軍拍攝的空中照片繪入地圖，現時由南極條約體系管理。